# Football Club Savoia 1908 2006-2007
Questa voce raccoglie le informazioni riguardanti il Savoia nelle competizioni ufficiali della stagione 2006-2007.

## Stagione
La stagione 2006-2007 fu l'85ª stagione sportiva del Savoia.
Serie D 2006-2007: 5º posto

### Divise e sponsor
| Manica sinistra · Maglietta · Manica destra · Pantaloncini · Calzettoni |

## Organigramma societario
Area direttiva
- Presidente:  Alessandro Farinelli
- Vice presidente: Luigi Farinelli
- Presidente onorario: Luigi Monaco

Area organizzativa
- Direttore generale: Giuseppe Azzurro
- Direttore amministrativo: Alfonso Malacario
- Consulente societario: Luciano Caiazzo
- Segretario generale: Giuseppe Sasso
- Segreteria: Salvatore De Simone
- Segretario amministrativo: Amedeo Sansone
- Responsabile marketing: Ciro Servillo
- Ufficio stampa: Giuseppe Lucibelli

Area sanitaria
- Medico sociale: dott. Giuseppe Raiola, dott. Giuseppe Manca
- Massaggiatore: Andrea Vecchione, Salvatore Fabbrizzi

Area tecnica
- Direttore Sportivo:
- Team manager: Massimo Lafranco
- Allenatore:  Paolo Anastasio (1ª-27ª) poi
 Massimo Agovino (28ª-34ª)
- Preparatore atletico: Giovanni Paduano
- Magazziniere: Raffaele Ciliberto, Giovanni Esposito

## Rosa
| N. |                   | Ruolo | Calciatore           |
| -- | ----------------- | ----- | -------------------- |
|    | Italia (bandiera) | P     | Ruben Fraterno       |
|    | Italia (bandiera) | P     | Aldo Ingenito        |
|    | Italia (bandiera) | P     | Silvano Romagnini    |
|    | Italia (bandiera) | D     | Antonio Abate        |
|    | Italia (bandiera) | D     | Giovanni Caldore     |
|    | Italia (bandiera) | D     | Stefano Costantino   |
|    | Italia (bandiera) | D     | Pasquale Della Rocca |
|    | Italia (bandiera) | D     | Marco Guadagno       |
|    | Italia (bandiera) | D     | Alessandro Izzo      |
|    | Italia (bandiera) | D     | Alessandro Malgieri  |
|    | Italia (bandiera) | D     | Ciro Manzi           |
|    | Italia (bandiera) | D     | Michele Noschese     |
|    | Italia (bandiera) | D     | Agostino Nostrale    |
|    | Italia (bandiera) | D     | Giorgio Scognamiglio |
|    | Italia (bandiera) | D     | Andrea Serino        |
|    | Italia (bandiera) | D     | Pasquale Sessa       |
|    | Italia (bandiera) | C     | Guido Avino          |
|    | Italia (bandiera) | C     | Nicola Buffa         |

| N. |                   | Ruolo | Calciatore                 |
| -- | ----------------- | ----- | -------------------------- |
|    | Italia (bandiera) | C     | Costantino Buono           |
|    | Italia (bandiera) | C     | Sergio Buono               |
|    | Italia (bandiera) | C     | Raffaele Carlino           |
|    | Italia (bandiera) | C     | Generoso Carmando          |
|    | Italia (bandiera) | C     | Giacomo Cesarano           |
|    | Italia (bandiera) | C     | Pasquale D'Auria           |
|    | Italia (bandiera) | C     | Claudio De Rosa (capitano) |
|    | Italia (bandiera) | C     | Giuseppe Pariggiano        |
|    | Italia (bandiera) | C     | Francesco Pinto            |
|    | Italia (bandiera) | C     | Giovanni Piscopo           |
|    | Italia (bandiera) | C     | Ciro Porzio                |
|    | Italia (bandiera) | A     | Luigi Caliano              |
|    | Italia (bandiera) | A     | Francesco De Biase         |
|    | Italia (bandiera) | A     | Matteo Di Piazza           |
|    | Italia (bandiera) | A     | Aniello Nappi              |
|    | Italia (bandiera) | A     | Mirko Riccardi             |
|    | Italia (bandiera) | A     | Gennaro Ruggiero           |
|    | Italia (bandiera) |       | Capuano                    |

## Calciomercato
| Acquisti | Acquisti             | Acquisti       | Acquisti |
| R.       | Nome                 | da             | Modalità |
| -------- | -------------------- | -------------- | -------- |
| P        | Aldo Ingenito        | Scafatese      |          |
| P        | Silvano Romagnini    | FC Francavilla |          |
| D        | Antonio Abate        | Sapri          |          |
| D        | Giovanni Caldore     | Avellino       |          |
| D        | Stefano Costantino   | Sorrento       |          |
| D        | Pasquale Della Rocca | Termoli        |          |
| D        | Marco Guadagno       | Avellino       |          |
| D        | Alessandro Izzo      | Sangiuseppese  |          |
| D        | Alessandro Malgieri  | Boys Caivanese |          |
| D        | Ciro Manzi           | Terzigno       |          |
| D        | Michele Noschese     | Napoli         |          |
| D        | Agostino Nostrale    | Sorianese      |          |
| D        | Giorgio Scognamiglio | Terzigno       |          |
| D        | Andrea Serino        | Capri          |          |
| D        | Pasquale Sessa       | Mariano Keller |          |
| C        | Guido Avino          | Montenero      |          |
| C        | Nicola Buffa         | Napoli         |          |
| C        | Costantino Buono     | Cavese         |          |
| C        | Sergio Buono         | Ippogrifo      |          |
| C        | Raffaele Carlino     | Juve Stabia    |          |
| C        | Giacomo Cesarano     | Cavese         |          |
| C        | Pasquale D'Auria     | Sangiuseppese  |          |
| C        | Claudio De Rosa      | Terzigno       |          |
| C        | Giuseppe Pariggiano  | Avellino       |          |
| C        | Francesco Pinto      | Ebolitana      |          |
| C        | Giovanni Piscopo     | Soccavo        |          |
| C        | Ciro Porzio          | Sorrento       |          |
| A        | Luigi Caliano        | Vico Equense   |          |
| A        | Francesco De Biase   | Terzigno       |          |
| A        | Matteo Di Piazza     | Catania        |          |
| A        | Aniello Nappi        | Napoli         |          |

| Cessioni | Cessioni     | Cessioni     | Cessioni |
| R.       | Nome         | a            | Modalità |
| -------- | ------------ | ------------ | -------- |
| D        | Carlo Baylon | Anziolavinio |          |

## Risultati

### Serie D

#### Girone di andata
| Arbitro: | Claudio Gavillucci |

|            |           |  |
| Porzio 64’ | Marcatori |  |

| Arbitro: | Operato (Isernia) |

|               |           |  |
| Crisantemo 2’ | Marcatori |  |

| Arbitro: | Faggiano (Civitavecchia) |

|                     |           |                         |
| De Rosa Caliano 46’ | Marcatori | 9’ Cordaro 73’ Di Somma |

| Arbitro: | Massimiliano De Benedictis (Bari) |

|         |           |            |
| Lio 20’ | Marcatori | 71’ Porzio |

| Arbitro: | Ceccarelli (Terni) |

|               |           |  |
| Caliano 90+3’ | Marcatori |  |

| Arbitro: | Vanni Buttarelli |

|               |           |                |
| De Cesare 66’ | Marcatori | 60’, 75’ Pinto |

| Arbitro: | Mangialardi (Pistoia) |

|          |           |  |
| Pinto 3’ | Marcatori |  |

| Arbitro: | Ernetti (Roma) |

|                      |           |           |
| Bonarrigo 27’ (rig.) | Marcatori | 39’ Pinto |

| Arbitro: | Diego Calvi (Milano) |

|  |           |           |
|  | Marcatori | 63’ Pinto |

| Arbitro: | Bolano (Livorno) |

|                        |           |  |
| Pinto 33’ De Biase 50’ | Marcatori |  |

| Arbitro: | Benelli (Rimini) |

|                                    |           |                                  |
| Contino 63’ Garufi 76’ Corbino 84’ | Marcatori | 3’ Abate 32’ Porzio 81’ Ruggiero |

| Arbitro: | Piazza (Trapani) |

|                              |           |            |
| Pinto 20’ (rig.) Ruggiero ?’ | Marcatori | 56’ Guaita |

| Arbitro: | Stefano Perisan |

|             |           |             |
| Pirrone 84’ | Marcatori | 90+1’ Sessa |

| Arbitro: | Todaro (Palermo) |

|                        |           |  |
| Pinto 42’ Ruggiero 53’ | Marcatori |  |

| Arbitro: | Bietoloni (Firenze) |

|                   |           |                |
| Nuccio 69’, 90+2’ | Marcatori | 90+7’ Ruggiero |

| Torre Annunziata 23 dicembre 2006, ore CEST 16ª giornata | Savoia                    | 0 – 0 | Paternò | Stadio Alfredo Giraud\| Arbitro: \| Stefano Bellutti (Trento) \| |
| Arbitro:                                                 | Stefano Bellutti (Trento) |       |         |                                                                  |

| Arbitro: | Negrinelli (Lovere) |

|           |           |                        |
| Celso 53’ | Marcatori | 22’ De Biase 56’ Pinto |

#### Girone di ritorno
| Arbitro: | Ronchi (Milano) |

|  |           |                          |
|  | Marcatori | 29’ De Biase 89’ De Rosa |

| Torre Annunziata 21 gennaio 2007, ore CEST 19ª giornata | Savoia                   | 0 – 0 | Angri | Stadio Alfredo Giraud\| Arbitro: \| Giorgio Peretti (Verona) \| |
| Arbitro:                                                | Giorgio Peretti (Verona) |       |       |                                                                 |

| Licata 28 gennaio 2007, ore CEST 20ª giornata | Licata             | 0 – 0 | Savoia | \| Arbitro: \| Claudio Gavillucci \| |
| Arbitro:                                      | Claudio Gavillucci |       |        |                                      |

| Torre Annunziata 14 marzo 2007 Recupero del 4 febbraio, ore CEST 21ª giornata | Savoia                    | 0 – 0 | Cosenza | Stadio Alfredo Giraud\| Arbitro: \| Giuseppe Cisaria (Trento) \| |
| Arbitro:                                                                      | Giuseppe Cisaria (Trento) |       |         |                                                                  |

| Arbitro: | Penno (Nichelino) |

|                         |           |               |
| Apa 41’ Radicchio 90+2’ | Marcatori | 26’ Di Piazza |

| Arbitro: | Emilio Ostinelli (Como) |

|              |           |              |
| Di Piazza 8’ | Marcatori | 60’ Varriale |

| Arbitro: | Marco Bolano |

|                         |           |  |
| Aiello S. 45’ Amico 66’ | Marcatori |  |

| Arbitro: | Alberto Di Stefano (Alghero) |

|             |           |                |
| De Rosa 52’ | Marcatori | 11’ Chiariello |

| Arbitro: | Amerigo Aloisi (Avezzano) |

|                |           |               |
| Costantino 31’ | Marcatori | 15’ Panatteri |

| Arbitro: | Roberto Scolozzi |

|            |           |  |
| Scafaro 9’ | Marcatori |  |

| Torre Annunziata 25 marzo 2007, ore CEST 28ª giornata | Savoia                      | 0 – 0 | Comiso | Stadio Alfredo Giraud\| Arbitro: \| Vanni Buttarelli (Ciampino) \| |
| Arbitro:                                              | Vanni Buttarelli (Ciampino) |       |        |                                                                    |

| Arbitro: | Massimo De Benedictis (Bari) |

|                                    |           |  |
| Somma 32’ Zerillo 90’ Saliou 90+1’ | Marcatori |  |

| Arbitro: | Salvatore Lemma (Barletta) |

|                          |           |  |
| Ruggiero 71’ De Rosa 85’ | Marcatori |  |

| Arbitro: | De Salvo (Messina) |

|            |           |                         |
| Caputo 53’ | Marcatori | 39’ Ruggiero 50’ Porzio |

| Arbitro: | Daniele Bindoni (Venezia) |

|              |           |                             |
| Ruggiero 80’ | Marcatori | 27’ Di Prima 76’ Indelicato |

| Arbitro: | Luca Scremin |

|                |           |  |
| Cervillera 48’ | Marcatori |  |

| Arbitro: | Di Pilato (Bergamo) |

|                                 |           |  |
| Pinto 1’ Porzio 25’ De Rosa 61’ | Marcatori |  |

#### Play-off
| Arbitro: | Michele Chericoni (Pisa) |

|  |           |             |
|  | Marcatori | 84’ De Rosa |

| Arbitro: | Dario Di Pilato (Bergamo) |

|              |           |  |
| Perrelli 13’ | Marcatori |  |

### Coppa Italia
| Torre Annunziata 3 settembre 2006, ore CEST 1º Turno - Andata | Savoia | 0 – 2 | Scafatese | Stadio Alfredo Giraud |

| Scafati 10 settembre 2006, ore CEST 1º Turno - Ritorno | Scafatese | 2 – 2 | Savoia |  |

## Statistiche
Statistiche aggiornate al GG mese AAAA.

### Statistiche di squadra
Inserire punti e media inglese solo per il campionato
| Competizione         | Punti | In casa | In casa | In casa | In casa | In casa | In casa | In trasferta | In trasferta | In trasferta | In trasferta | In trasferta | In trasferta | Totale | Totale | Totale | Totale | Totale | Totale | D.R. |
| Competizione         | Punti | G       | V       | N       | P       | Gf      | Gs      | G            | V            | N            | P            | Gf           | Gs           | G      | V      | N      | P      | Gf     | Gs     | D.R. |
| -------------------- | ----- | ------- | ------- | ------- | ------- | ------- | ------- | ------------ | ------------ | ------------ | ------------ | ------------ | ------------ | ------ | ------ | ------ | ------ | ------ | ------ | ---- |
| Serie D              | 52    | 17      | 8       | 8       | 1       | 20      | 8       | 17           | 5            | 5            | 7            | 17           | 21           | 34     | 13     | 13     | 8      | 37     | 29     | +8   |
| Coppa Italia Serie D | -     | 1       | 0       | 0       | 1       | 0       | 2       | 1            | 0            | 1            | 0            | 2            | 2            | 2      | 0      | 1      | 1      | 2      | 4      | -2   |
| Totale               | 52    | 18      | 8       | 8       | 2       | 20      | 10      | 18           | 5            | 6            | 7            | 19           | 23           | 36     | 13     | 14     | 9      | 39     | 33     | +6   |

### Andamento in campionato
| Giornata  | 1 | 2 | 3 | 4 | 5 | 6 | 7 | 8 | 9 | 10 | 11 | 12 | 13 | 14 | 15 | 16 | 17 | 18 | 19 | 20 | 21 | 22 | 23 | 24 | 25 | 26 | 27 | 28 | 29 | 30 | 31 | 32 | 33 | 34 |
| --------- | - | - | - | - | - | - | - | - | - | -- | -- | -- | -- | -- | -- | -- | -- | -- | -- | -- | -- | -- | -- | -- | -- | -- | -- | -- | -- | -- | -- | -- | -- | -- |
| Luogo     | C | T | C | T | C | T | C | T | T | C  | T  | C  | T  | C  | T  | C  | T  | T  | C  | T  | C  | T  | C  | T  | C  | C  | T  | C  | T  | C  | T  | C  | T  | C  |
| Risultato | V | P | N | N | V | V | V | N | V | V  | N  | V  | N  | V  | P  | N  | V  | V  | N  | N  | N  | P  | N  | P  | N  | N  | P  | N  | P  | V  | V  | P  | P  | V  |
| Posizione | 1 |   |   |   |   |   |   |   |   |    |    |    |    |    |    |    |    |    |    |    |    |    |    |    |    |    |    |    |    |    |    |    |    | 5  |

### Statistiche dei giocatori
Sono in corsivo i calciatori che hanno lasciato la società a stagione in corso. 
| Giocatore      | Serie D  | Serie D | Serie D     | Serie D    | Coppa Italia Serie D | Coppa Italia Serie D | Coppa Italia Serie D | Coppa Italia Serie D | Totale   | Totale | Totale      | Totale     |
| Giocatore      | Presenze | Reti    | Ammonizioni | Espulsioni | Presenze             | Reti                 | Ammonizioni          | Espulsioni           | Presenze | Reti   | Ammonizioni | Espulsioni |
| -------------- | -------- | ------- | ----------- | ---------- | -------------------- | -------------------- | -------------------- | -------------------- | -------- | ------ | ----------- | ---------- |
| [[N. Cognome]] |          |         |             |            |                      |                      |                      |                      | 0        | 0      | 0           | 0          |